# Сурмач Сергій Іванович
Сергій Іванович Сурмач (нар. 13 липня 1955, Лубни) — відомий український поет, автор шести поетичних книг, лауреат літературних премій[яких?].

## Життєпис
Народився 13 липня 1955 року в Лубнах на Полтавщині, у родині вчителів.
1977 році закінчив Полтавський Національний педагогічний університет імені В. Г. Короленка (тоді ще інститут), за фахом — історик.
Працював у закладах освіти та культури, газетярем, на будівництві  на Донбасі.
Автор шести поетичних книг.
Підготував до друку книгу «Жевриво», куди увійшли тексти 2014—2020 років.  Друкувався у вітчизняних і зарубіжних журналах, в колективних збірниках та антологіях.
З 2018 року член Асоціації українських письменників.
З 2000 року мешкає в Криму. Із 70-х років перебував під постійним наглядом КДБ, зазнаючи утисків і переслідувань з боку радянської влади, у 80-х роках його вірші заборонено друкувати навіть на місцевому рівні.
У 1979 році рукопис першої книги — «Квіти заметілі» рецензувалися у 1979 р. в  кабінеті молодого автора при Спілці письменників УРСР, одержав схвальні відгуки, але через згадані вище причини у світ так і не вийшов.
На пам'ятнику Герою України, вишивальниці Вірі Роїк у Сімферополі викарбувані рядки із книги Сергія Сурмача «Я, Віра». На тексти поета написані пісні петербурзьким композитором Валеріаном Стратуцею та полтавським — Геннадієм Рагуліним.

## Творчість

### Книги
- Сурмач С. І. Дієслово / С. І. Сурмач. — Сімферополь: «Титан», 2003. — 153 с.
- Сурмач С. І. У краю, де висиха Дніпро / С. І. Сурмач. — Сімферополь: «Доля», 2004. — 87 с.
- Сурмач С. І. Зимові вогні / С. І. Сурмач. — Сімферополь: «Доля», 2008. — 79 с.
- Сурмач С. І. Полковник Зеленський: історична поема / С. І. Сурмач. — Лубни, «Інтер Парк», 2013. — 23 с.
- Сурмач С. І. Я, Віра: вінок сонетів / С. І. Сурмач. — Сімферополь: «Доля», 2012. — 39 с.
- Сурмач С. І. «Ангарський перевал»: поезії / С. І. Сурмач. — Лубни: «Інтер Парк», 2013. — 169 с.

### Публікації у виданнях
- «Калинове гроно» (Полтава, 2004),
- «Степноезарево» (Симферополь),
- антологія «Поетическая карта Крыма» (2010),
- збірник «Відлуння Василевого Різдва» (Полтава, 2004).

### Публікації в журналах
- «Бахмутський шлях» (2013),
- «Бористен»,
- «Добромисл» (№ 3-4, 1994),
- «Криниця» (№ 7-9, 1995, м. Полтава),
- «Фанданго» (Сімферополь, № 16, 2012),
- «Новий обрій» (Мельбурн, Австралія, 1997),
- «Прозріння» (Австралія),
- «POLUS» (Крим),
- «Дзвін» (2017),
- «Polus-Крым» геокультурний альманах (2005).

## Премії
- Лауреат літературної премії імені Василя Симоненка;
- Лауреат літературної премії імені Володимира Малика за книги поезій «Я, Віра», «Ангарський перевал», історичну поему «Полковник Зеленський» (2014).